# Rajgarh (huyện)
Huyện Rajgarh là một huyện thuộc bang Madhya Pradesh, Ấn Độ. Thủ phủ huyện Rajgarh đóng ở Rajgarh. Huyện Rajgarh có diện tích 6143 ki lô mét vuông. Đến thời điểm năm 2001, huyện Rajgarh có dân số 1253246 người.